# Trygve Slagsvold Vedum
Trygve Magnus Slagsvold Vedum (Hamar, 1 de diciembre de 1978) es un político y agricultor noruego. Actualmente es diputado en el Storting por Hedmark desde 2005, líder del Partido del Centro desde 2014 y ministro de finanzas desde 2021.
Fue líder de la juventud de su partido entre 2002 y 2004 y se desempeñó como Ministro de Agricultura y Alimentación de 2012 a 2013. En junio de 2021, durante la reunión nacional del partido, fue proclamado como candidato a primer ministro en las elecciones de 2021.

## Primeros años y estudios
Vedum, nacido en Hamar, es hijo de Trond Vidar Vedum, profesor de biología en la Universidad de Hedmark y de la profesora Karen Sigrid Slagsvold. Después de terminar la escuela secundaria inferior en la localidad de Romedal en 1994, ingresó en la educación secundaria superior en gestión de recursos naturales, con dos años en la escuela Jønsberg y un año en la escuela agrícola Tomb, graduándose como agrónomo. Después de graduarse, estudió ciencias en la Universidad Hedmark, antes de matricularse en la Universidad de Oslo en 1999, donde recibió una licenciatura en ciencias políticas en 2002. Durante 2005 se hizo cargo de la granja familiar Bjørby en Ilseng del municipio de Stange.

## Carrera política
Ocupó varios cargos en la organización juvenil del Partido de Centro (en noruego, Senterungdommen) y la presidió a nivel nacional entre 2002 y 2004, durante ese tiempo también se desempeñó como miembro de la junta central del Partido del Centro. Fue elegido miembro del consejo del condado de Hedmark en 1999, sirviendo hasta 2005. De 2004 a 2005 también trabajó como asesor organizativo en el Partido del Centro.
Fue miembro adjunto de la junta de Folk og Forsvar (1999-2000) y miembro de la junta de No a las armas nucleares (Nei til atomvåpen) entre 2005 y 2007, No a la UE (Nei til EU) entre 2005 y 2007, Comité de contacto de Noruega para inmigrantes y las autoridades desde 2006 y miembro de la junta directiva del Hogar de Ancianos de la parroquia (Menighetssøsterhjemmet) (2007-2009).
Fue elegido miembro del Parlamento de Noruega por Hedmark en 2005 y reelegido en 2009, 2013 y 2017. Vedum comenzó siendo miembro del Comité Permanente de Gobierno Local y Administración Pública (2005-2008), luego del Comité Permanente de Servicios de Salud y Atención durante 2008. En octubre de ese año, se convirtió en el vicepresidente del comité y también segundo vicepresidente del Odelsting, así como líder parlamentario del partido. También fue miembro de la Comisión Electoral de 2005 a 2012 y desde el 2009 al 2012 de la Comisión Permanente de Asuntos Exteriores y Defensa y de la Comisión Ampliada de Asuntos Exteriores y Defensa.
Desde el 18 de junio de 2012 hasta el 16 de octubre de 2013, se desempeñó en el segundo gobierno de Stoltenberg como Ministro de Agricultura y Alimentación. Perdió su puesto después de la caída del gabinete y regresó al parlamento, donde ocupó un asiento en el Comité Permanente de Finanzas y Asuntos Económicos.
En 2009 se convirtió en el segundo vicepresidente del Partido del Centro y, posteriormente, líder del partido en 2014, siendo la persona más joven en llegar a este cargo. Con su liderazgo en el partido, tras la elecciones parlamentarias de 2021, acordó formar un gobierno con el Partido Laborista, en el cual asumió el cargo de Ministro de Hacienda.